# 남구 을 (2004년 부산 선거구)
남구 을은 대한민국의 폐지된 국회의원 선거구이다. 당시 부산광역시 남구의 일부 지역을 관할했다.

## 역사
2004년 대한민국 제17대 국회의원 선거를 앞두고 신설되었다. 신설 당시 용호동, 용당동, 감만동, 우암동을 관할하였다.
제21대 국회의원 선거를 앞두고 용당동, 감만1동, 감만2동, 우암동을 남구 갑에 내어주고 대연1동과 대연3동을 받아오는 경계조정이 있었다.
제22대 국회의원 선거를 앞두고 남구 갑, 을 선거구가 합구됨에 따라 폐지되었다.

## 관할 구역
| 대수        | 관할 구역                                                                           |
| ----------- | ----------------------------------------------------------------------------------- |
| 17대 ~ 19대 | 남구 용호1동, 용호2동, 용호3동, 용호4동, 용당동, 감만1동, 감만2동, 우암1동, 우암2동 |
| 20대        | 남구 용호1동, 용호2동, 용호3동, 용호4동, 용당동, 감만1동, 감만2동, 우암동           |
| 21대        | 남구 대연1동, 대연3동, 용호1동, 용호2동, 용호3동, 용호4동                           |

## 역대 국회의원
| 선거   | 정당 | 정당         | 의원   |
| ------ | ---- | ------------ | ------ |
| 2004년 |      | 한나라당     | 김무성 |
| 2008년 |      | 무소속       | 김무성 |
| 2012년 |      | 새누리당     | 서용교 |
| 2016년 |      | 더불어민주당 | 박재호 |
| 2020년 |      | 더불어민주당 | 박재호 |

## 역대 선거 결과

### 대한민국 제17대 국회의원 선거
|  | 54.88% |

|  | 45.11% |

### 대한민국 제18대 국회의원 선거
|  | 49.69% |

|  | 31.21% |

|  | 16.50% |

|  | 2.59% |

### 대한민국 제19대 국회의원 선거
|  | 49.38% |

|  | 41.46% |

|  | 4.26% |

|  | 2.91% |

|  | 1.96% |

### 대한민국 제20대 국회의원 선거
|  | 48.11% |

|  | 43.45% |

|  | 8.43% |

### 대한민국 제21대 국회의원 선거
|  | 50.50% |

|  | 48.74% |

|  | 0.75% |